# Tahikininski receptor 1
Tahikininski receptor 1 (TACR1, neurokininski 1 receptor, NK1R, ili receptor supstance P, SPR) je G protein spregnuti receptor koji je nađen u centralnom i perifernom nervnom sistemu. Endogeni ligand ovog receptora je supstanca P. On ima afinitet i za druge tahikinine. Protein je proizvod TACR1 gena.

## Osobine
Tahikinini su familija neuropeptida koji imaju zajednički hidrofobni -terminalni region sa aminokiselinskom sekvencom , gde X predstavlja hidrofobni ostatak koji je bilo aromatičan ili beta-razgranati alifatik. -terminalni region varira između različitih tahikinina. Termin tahikinin odražava brzi početak delovanja ovih peptida u glatkim mišićima.  je najistraženiji i najpotentniji član tahikininske familije. On je undekapeptid sa aminokiselinskom sekvencom . SP se vezuje za sva tri tahikininska receptora, ali se najjače vezuje za  receptor.
Tahikininski  receptor sadrži 407 aminokiselina, i ima molekulsku težinu od 58 kDa. 1 receptor, kao i drugi tahikininski receptori, sadrži sedam hidrofobnih transmembranskih domena sa tri ekstracelularne i tri intracelularne petlje, ekstracelularnim amino-terminusom i citoplazmatičnim karboksilnim-terminusom. Petlje sadrže funkcionalna mesta, koja obuhvataju dve cisteinske aminokiseline koje formiraju disulfidni most, Asp-Arg-Tyr motiv koji je odgovoran za vezivanje arestina, i Lys/Arg-Lys/Arg-X-X-Lys/Arg sekvencu koja interaguje sa G-proteinima.

## Klinički značaj
Ovaj receptor se smatra atraktivnim ciljem za razvoj lekova sa analgetičkim i antidepresantskim svojstvima. On je bio identifikovan kao kandidat u etiologiji manično-depresivne psihoze u jednoj studiji iz 2008. Osim toga za TACR1 antagoniste je pokazano da potencijalno mogu da nađu primenu u lečenju alkoholizma. Konačno, postoji mogućnost da se TACR1 antagonisti mogu koristiti kao antiemetike.

## Selektivni ligandi
Mnogi selektivni NK1 ligandi za su dostupni, nekoliko njih je bilo u kliničkim ispitivanjima kao antiemetici.

### Agonisti
- - potentan i selektivan agonist, , polipeptid sa pet aminokiselina

### Antagonisti
- Aprepitant
- Kasopitant
- Ezlopitant
- Fosaprepitant
- Lanepitant
- Maropitant
- Vestipitant
- - potentan i selektivan antagonist, Ki 2.9nM, (3aR,7aR)-oktahidro-2-[1-imino-2-(2-metoksifenil)etil ]-7,7-difenil-4H-izoindol

## Literatura
- Burcher, E (1989). „The study of tachykinin receptors.”. Clin. Exp. Pharmacol. Physiol. 16 (6): 539—43. PMID 2548782. doi:10.1111/j.1440-1681.1989.tb01602.x.
- NW, Kowall; Quigley BJ; JE, Krause;  . (1993). „Substance P and substance P receptor histochemistry in human neurodegenerative diseases.”. Regul. Pept. 46 (1-2): 174—85. PMID 7692486. doi:10.1016/0167-0115(93)90028-7.
- Patacchini R, Maggi CA (2002). „Peripheral tachykinin receptors as targets for new drugs.”. Eur. J. Pharmacol. 429 (1-3): 13—21. PMID 11698023. doi:10.1016/S0014-2999(01)01301-2.
- Saito R, Takano Y, Kamiya HO (2003). „Roles of substance P and NK(1) receptor in the brainstem in the development of emesis.”. J. Pharmacol. Sci. 91 (2): 87—94. PMID 12686752. doi:10.1254/jphs.91.87.
- Fong TM, Yu H, Huang RR, Strader CD (1992). „The extracellular domain of the neurokinin-1 receptor is required for high-affinity binding of peptides.”. Biochemistry. 31 (47): 11806—11. PMID 1280161. doi:10.1021/bi00162a019.
- Fong TM, Huang RR, Strader CD (1993). „Localization of agonist and antagonist binding domains of the human neurokinin-1 receptor.”. J. Biol. Chem. 267 (36): 25664—7. PMID 1281469.
- TM, Fong; Anderson SA; H, Yu;  . (1992). „Differential activation of intracellular effector by two isoforms of human neurokinin-1 receptor.”. Mol. Pharmacol. 41 (1): 24—30. PMID 1310144.
- Takahashi K, Tanaka A, Hara M, Nakanishi S (1992). „The primary structure and gene organization of human substance P and neuromedin K receptors.”. Eur. J. Biochem. 204 (3): 1025—33. PMID 1312928. doi:10.1111/j.1432-1033.1992.tb16724.x.
- DA, Walsh; Mapp PI; J, Wharton;  . (1992). „Localisation and characterisation of substance P binding to human synovial tissue in rheumatoid arthritis.”. Ann. Rheum. Dis. 51 (3): 313—7. PMC 1004650 . PMID 1374227. doi:10.1136/ard.51.3.313.
- NP, Gerard; Garraway LA; RL, Eddy;  . (1991). „Human substance P receptor (NK-1): organization of the gene, chromosome localization, and functional expression of cDNA clones.”. Biochemistry. 30 (44): 10640—6. PMID 1657150. doi:10.1021/bi00108a006.
- B, Hopkins; Powell SJ; P, Danks;  . (1991). „Isolation and characterisation of the human lung NK-1 receptor cDNA.”. Biochem. Biophys. Res. Commun. 180 (2): 1110—7. PMID 1659396. doi:10.1016/S0006-291X(05)81181-7.
- Y, Takeda; Chou KB; J, Takeda;  . (1991). „Molecular cloning, structural characterization and functional expression of the human substance P receptor.”. Biochem. Biophys. Res. Commun. 179 (3): 1232—40. PMID 1718267. doi:10.1016/0006-291X(91)91704-G.
- S, Giuliani; Barbanti G; D, Turini;  . (1992). „NK2 tachykinin receptors and contraction of circular muscle of the human colon: characterization of the NK2 receptor subtype.”. Eur. J. Pharmacol. 203 (3): 365—70. PMID 1723045. doi:10.1016/0014-2999(91)90892-T.
- H, Ichinose; Katoh S; T, Sueoka;  . (1991). „Cloning and sequencing of cDNA encoding human sepiapterin reductase--an enzyme involved in tetrahydrobiopterin biosynthesis.”. Biochem. Biophys. Res. Commun. 179 (1): 183—9. PMID 1883349. doi:10.1016/0006-291X(91)91352-D.
- Thöny B, Heizmann CW, Mattei MG (1995). „Human GTP-cyclohydrolase I gene and sepiapterin reductase gene map to region 14q21-q22 and 2p14-p12, respectively, by in situ hybridization.”. Genomics. 26 (1): 168—70. PMID 7782081. doi:10.1016/0888-7543(95)80101-Q.
- TM, Fong; Cascieri MA; H, Yu;  . (1993). „Amino-aromatic interaction between histidine 197 of the neurokinin-1 receptor and CP 96345.”. Nature. 362 (6418): 350—3. PMID 8384323. doi:10.1038/362350a0.
- JM, Derocq; Ségui M; C, Blazy;  . (1997). „Effect of substance P on cytokine production by human astrocytic cells and blood mononuclear cells: characterization of novel tachykinin receptor antagonists.”. FEBS Lett. 399 (3): 321—5. PMID 8985172. doi:10.1016/S0014-5793(96)01346-4.
- De Felipe C; JF, Herrero; O'Brien JA;  . (1998). „Altered nociception, analgesia and aggression in mice lacking the receptor for substance P.”. Nature. 392 (6674): 394—7. PMID 9537323. doi:10.1038/32904.

## Spoljašnje veze
- „Tachykinin Receptors: NK1”. IUPHAR Database of Receptors and Ion Channels. International Union of Basic and Clinical Pharmacology. Архивирано из оригинала 16. 05. 2011. г.
- Receptors,+Neurokinin-1 на 